# Писаревка (Днепропетровская область)
Писаревка (укр. Писарівка) — село, Писаревский сельский совет, Синельниковский район, Днепропетровская область, Украина.
Код КОАТУУ — 1224886801. Население по переписи 2001 года составляло 533 человека.
Является административным центром Писаревского сельского совета, в который, кроме того, входят сёла
Зелёный Гай,
Марьевка,
Новоилларионовское и
Пристень.

## Географическое положение
Село Писаревка находится на правом берегу реки Малая Терса сразу после места слияния рек Нижняя Терса и Средняя Терса.

## История
- Село Писаревка до революции называлось Ново-Павлоградское. Основано запорожскими казаками после разрушения Сечи в 1775 году. После уничтожения Запорожской Сечи земли принадлежали графу Воронцову-Дашкову. На Слобожанщине (Харьковщина), граф с собак наменял крестьян в Большой-Писаревке и привез сюда. Новую деревню тоже назвал Писаревкой. Село расположено на правом берегу р.Малый

## Экономика
- ФХ «Червона Долина 2006».

## Объекты социальной сферы
- Гимназия
- Амбулатория.
- Дом культуры.